# Volkswagen Commercial Vehicles
Volkswagen Коммерческие автомобили (нем. Volkswagen Nutzfahrzeuge, англ. Volkswagen Commercial Vehicles) — часть концерна Volkswagen Group, занимающаяся выпуском коммерческих автомобилей, таких как микроавтобусы, автобусы, пикапы, грузовики и седельные тягачи. Первоначально являлась подразделением Volkswagen Passenger cars, но в 1995 году доктор Бернд Видеман (нем. Dr Bernd Wiedemann), бывший председатель правления Volkswagen Commercial Vehicles, объявил о выделении подразделения в самостоятельную производственную единицу группы.

## Краткая история

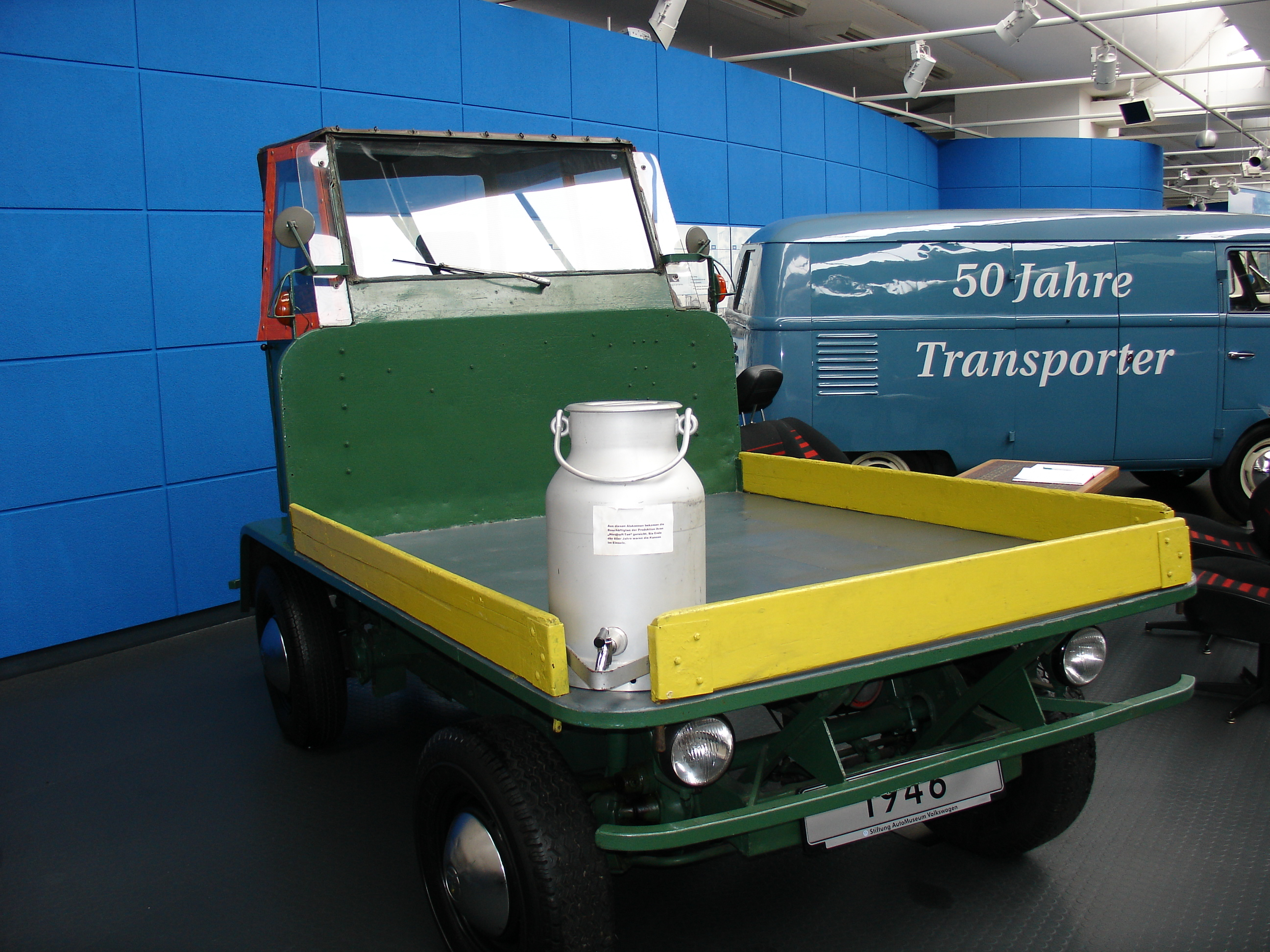
VW Plattenwagen

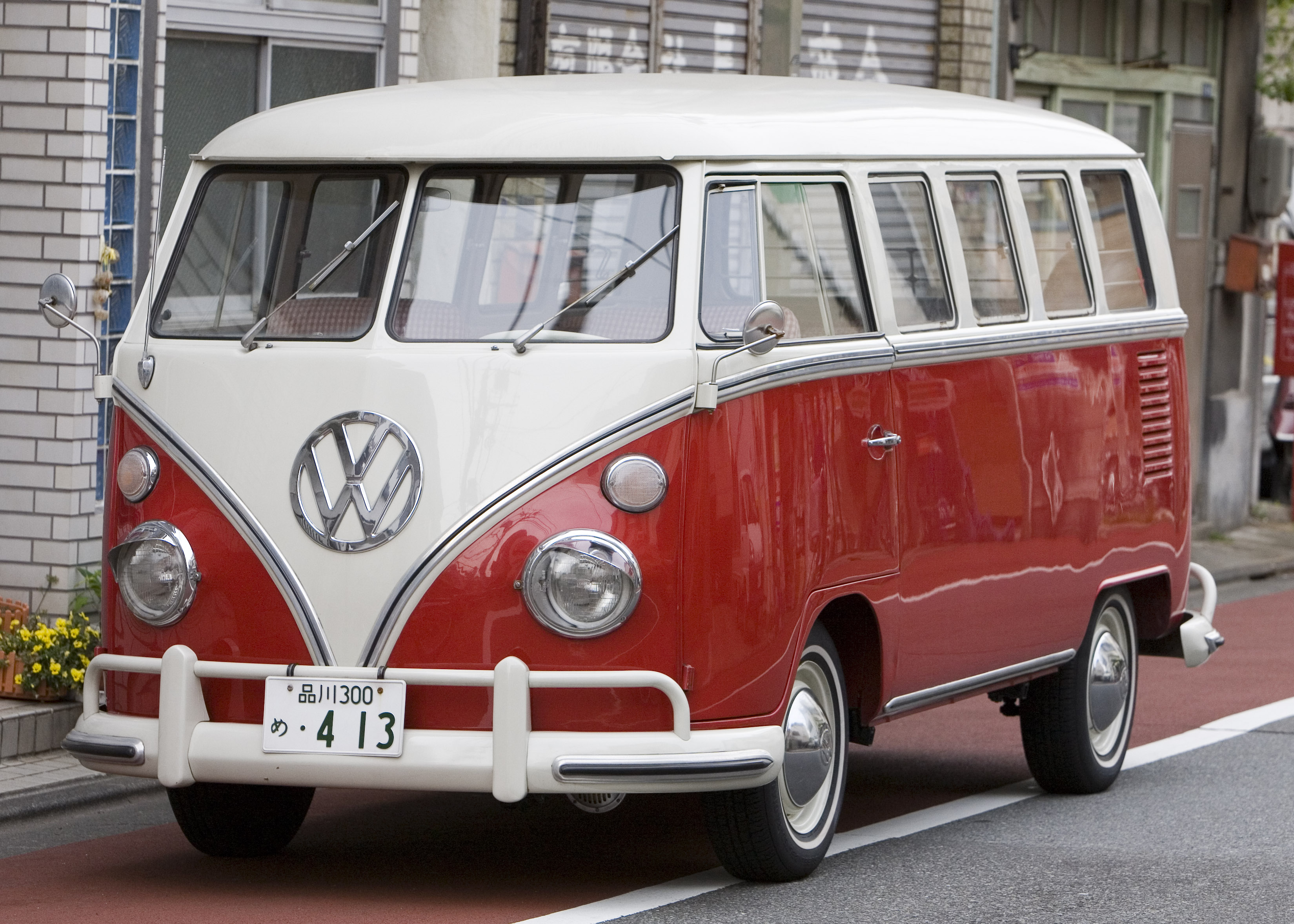
VW T1 Transporter Samba

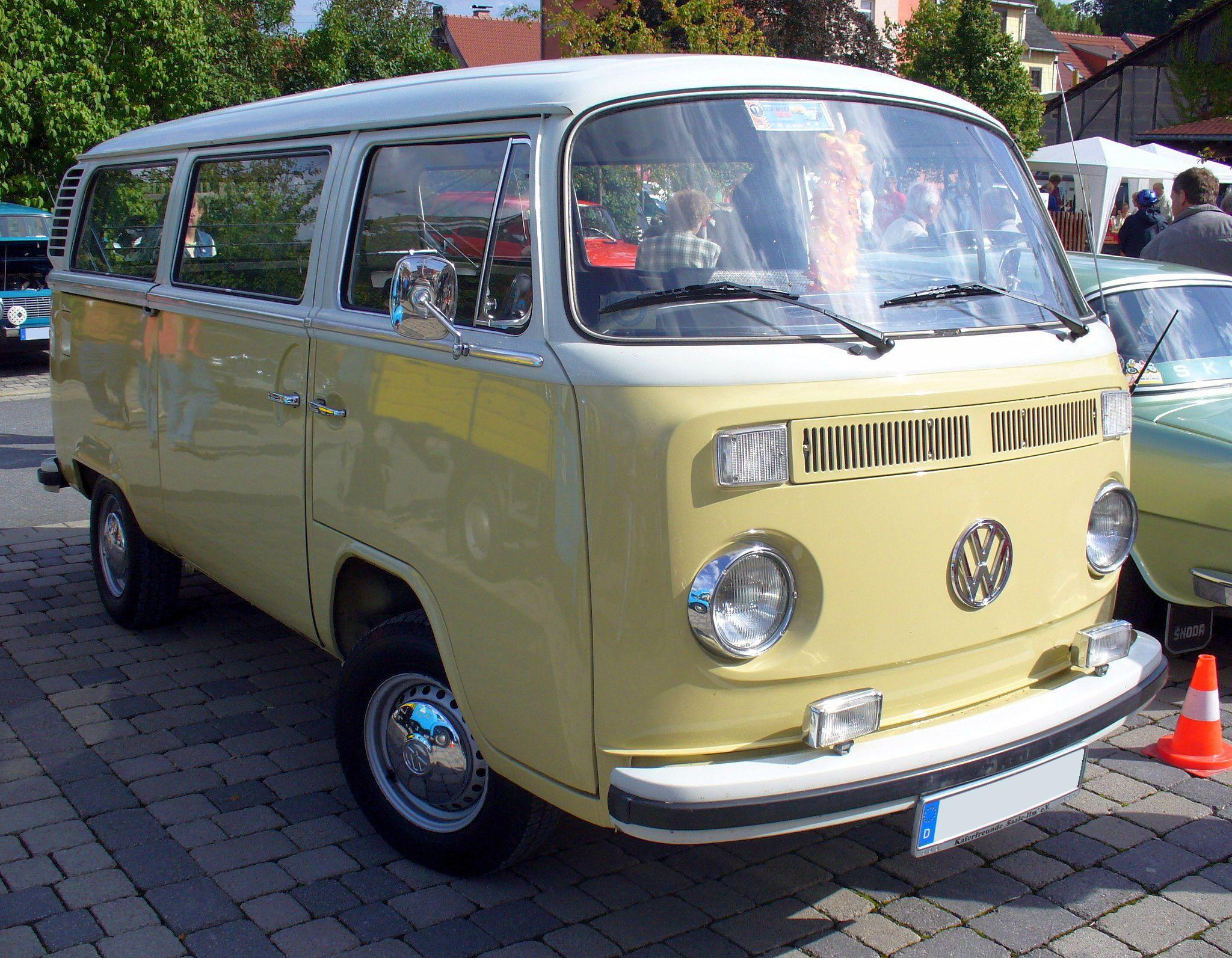
VW T2 Transporter

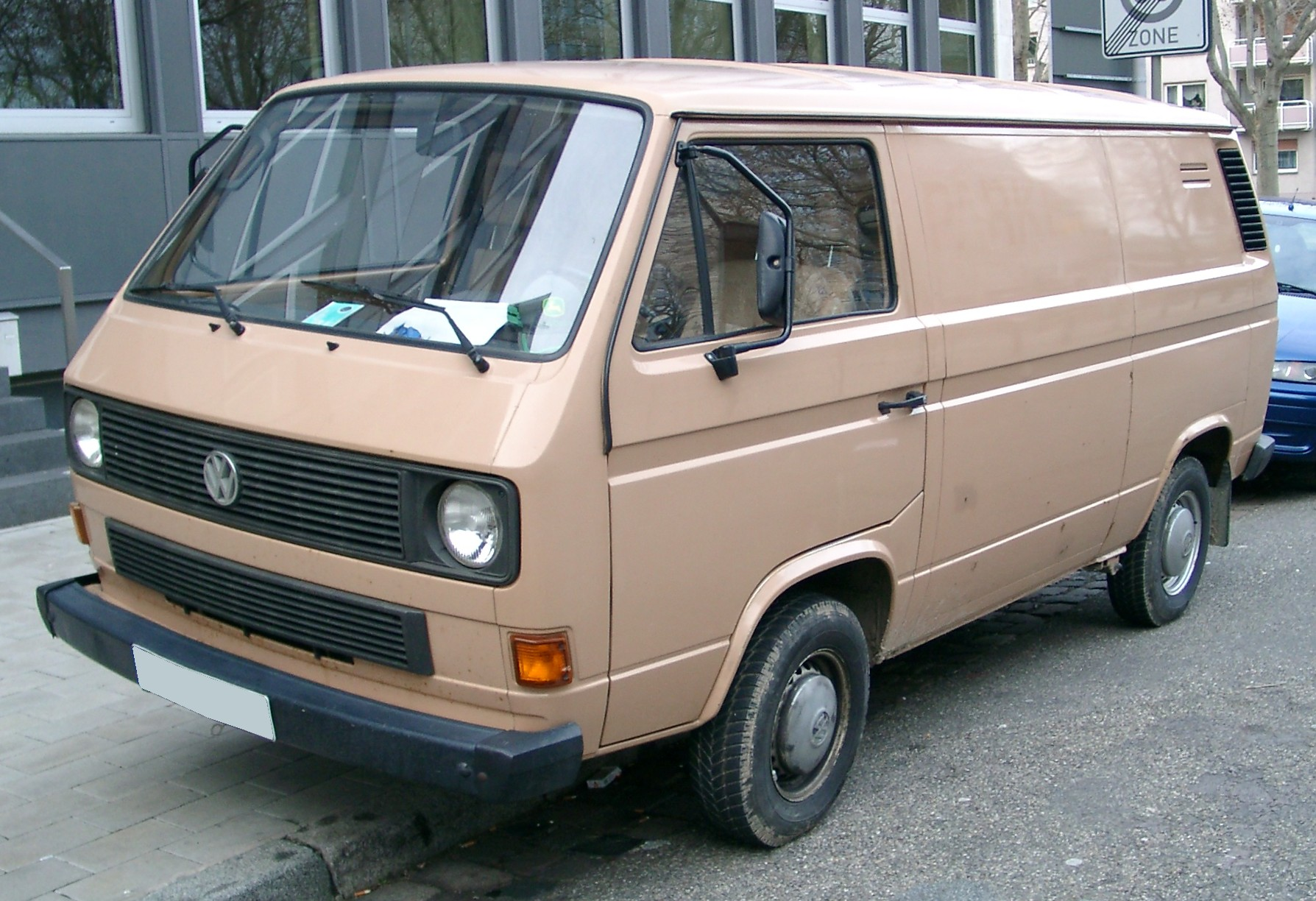
VW T3 Transporter

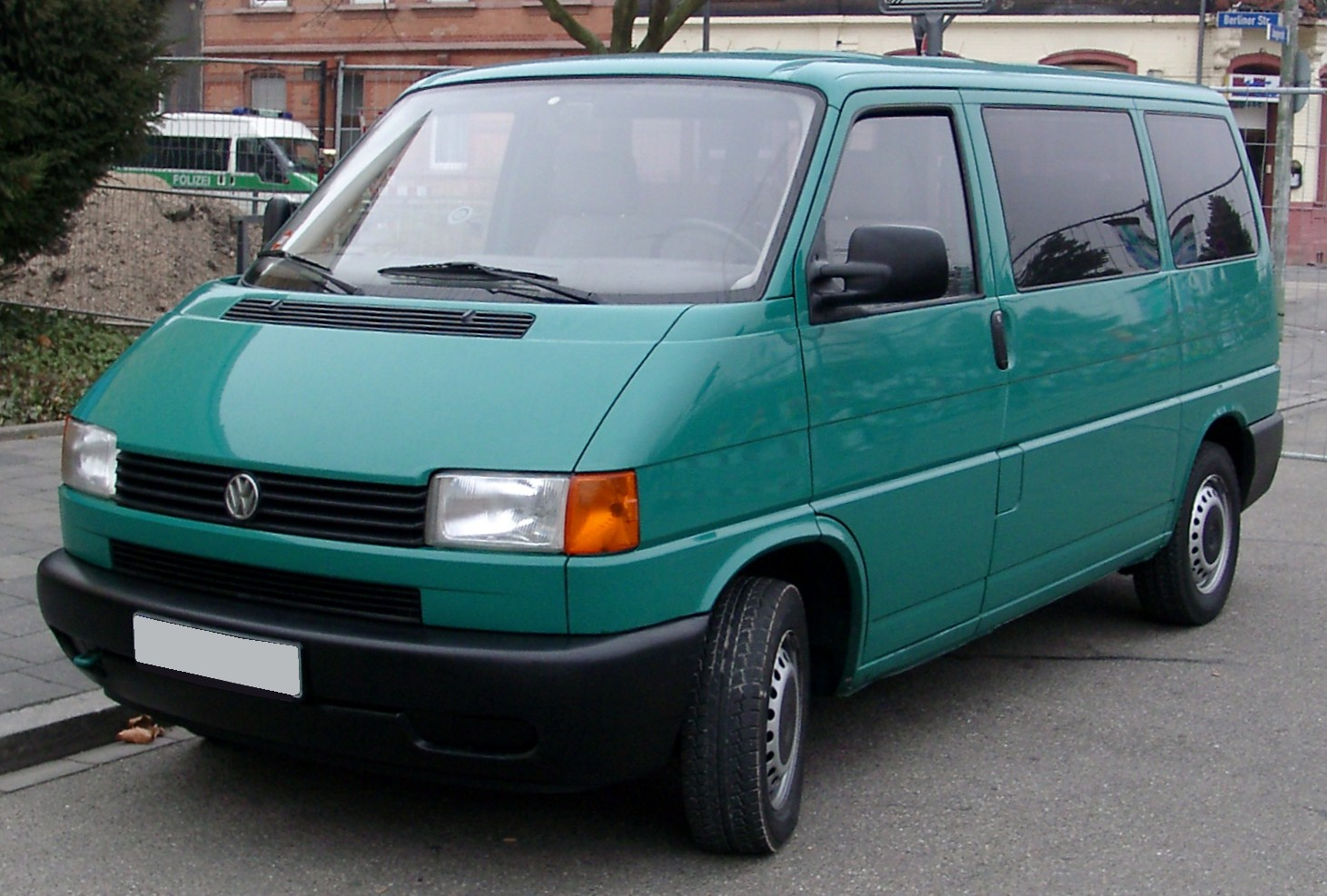
VW T4 Transporter

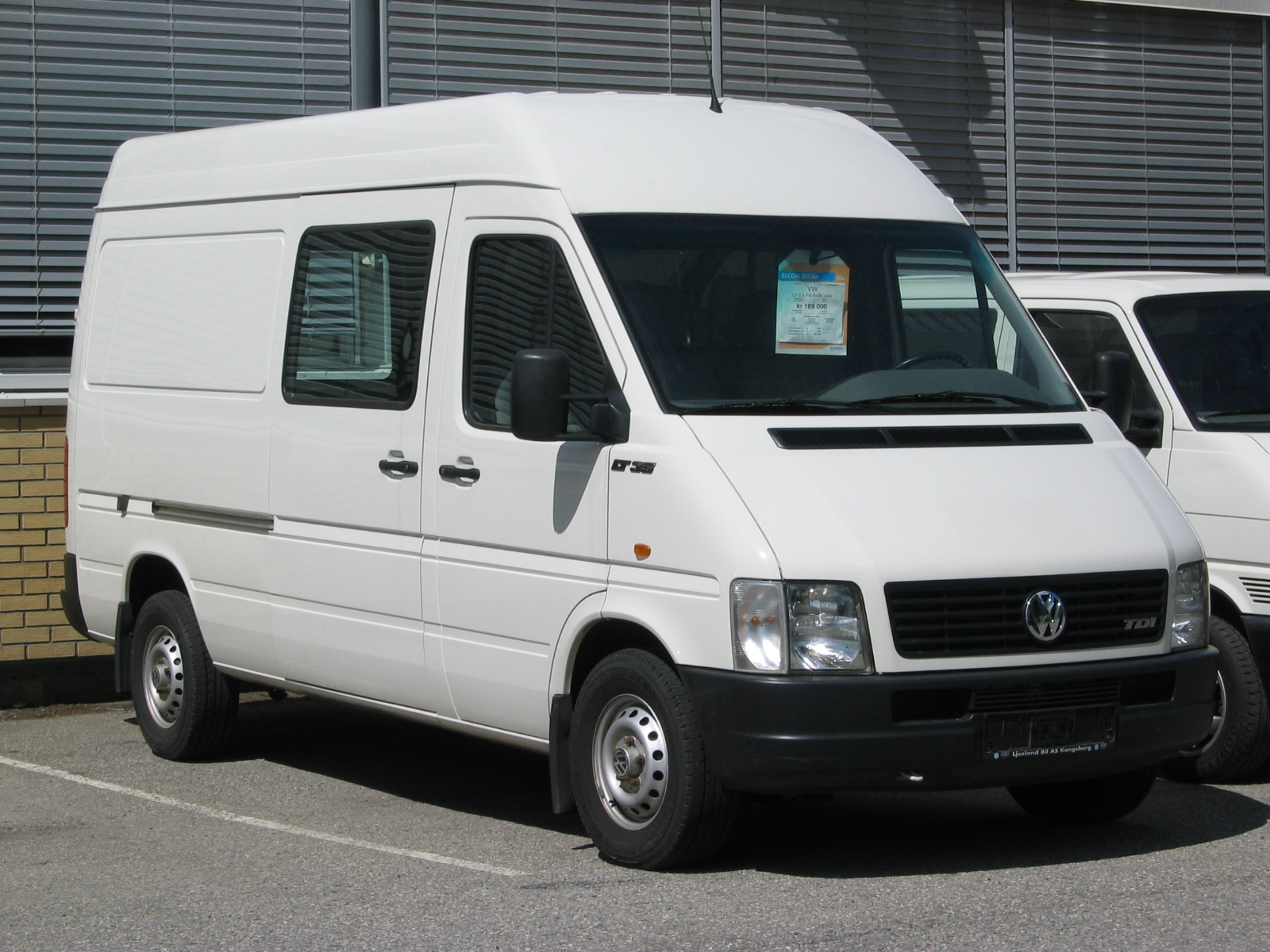
VW LT

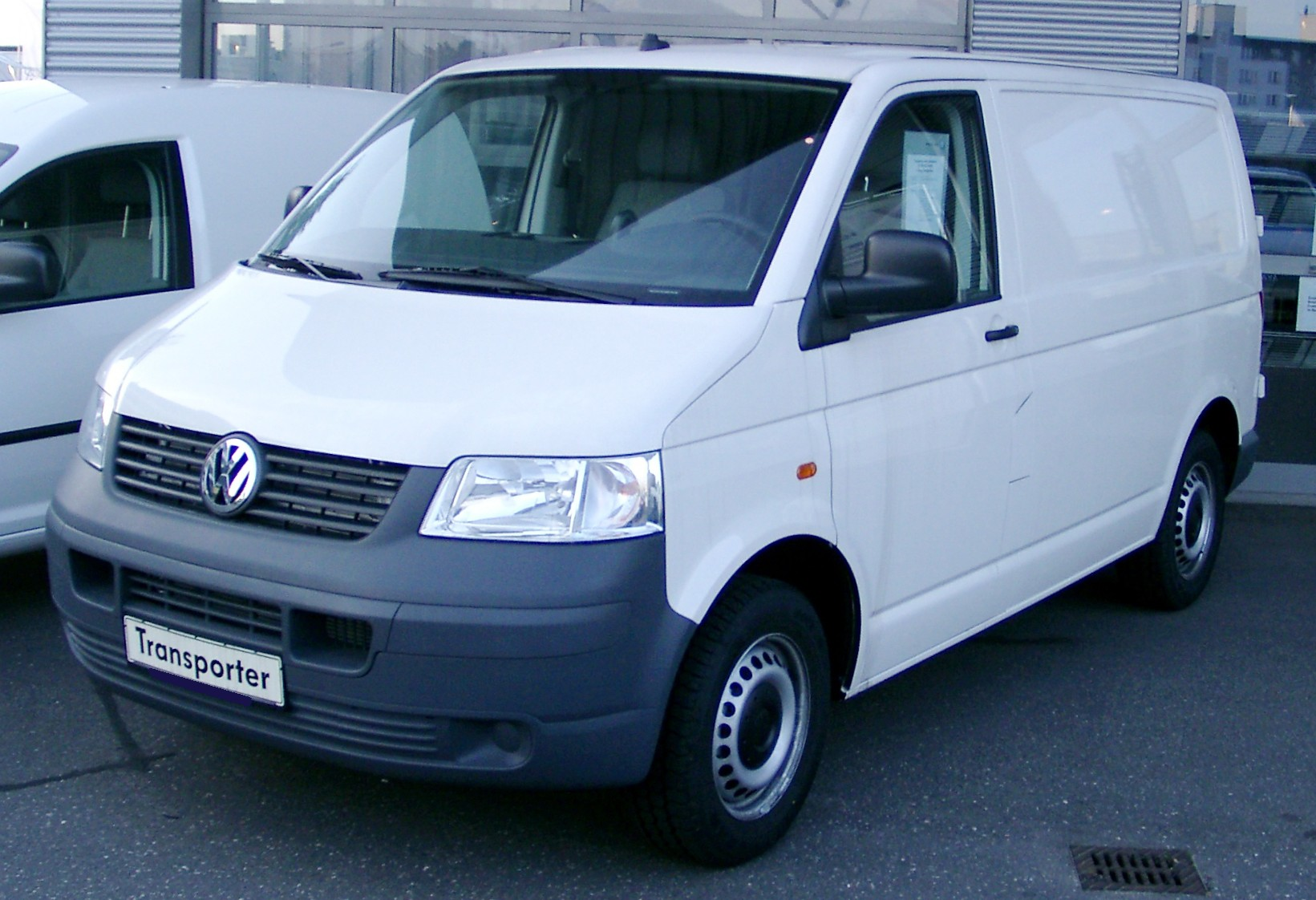
VW T5 Transporter

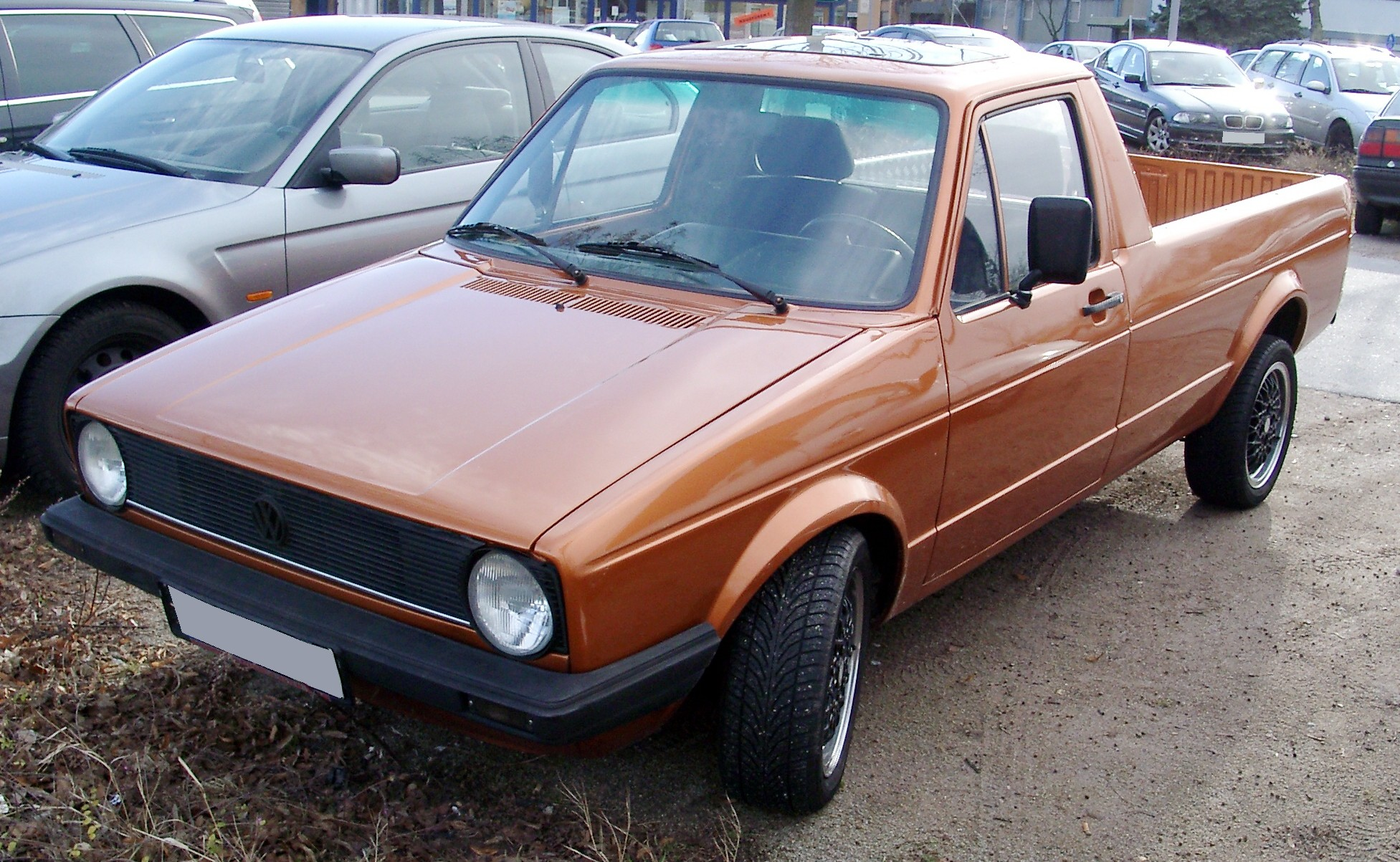
VW Caddy Pickup

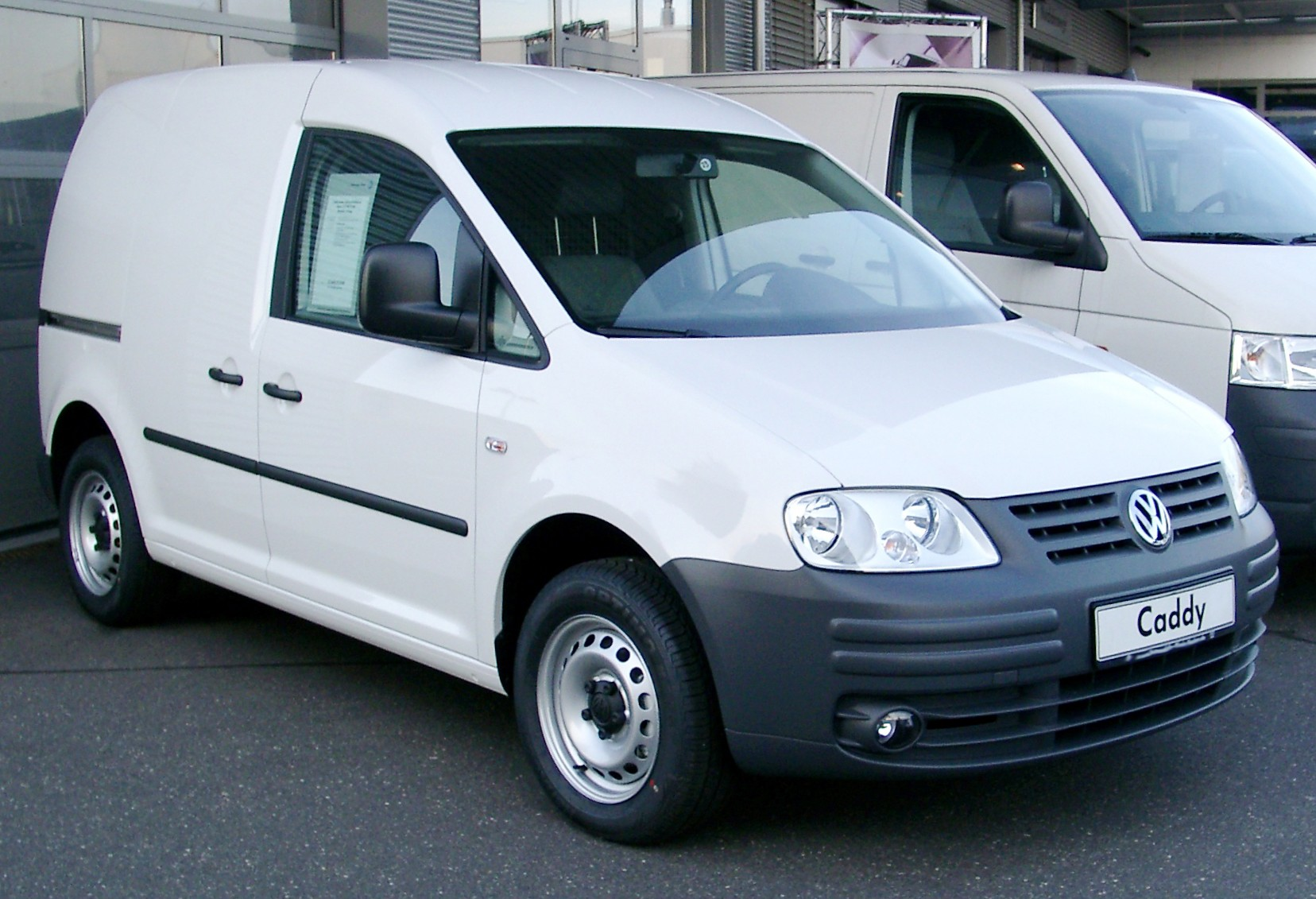
VW Caddy

### 1940-е
- 1947 — Голландский импортёр Volkswagen Бен Пон, увидев на заводе VW грузовую автоплатформу Plattenwagen, собранную работниками для перемещения грузов между цехами (эта конструкция базировалась на агрегатах Volkswagen Beetle, а водительское место располагалось сзади, над двигателем), предлагает создать вариант коммерческого грузового микроавтобуса на базе того же Beetle.
- 1949 — Генеральный директор Генрих Нордхофф утверждает чертежи будущего Volkswagen Transporter, сделанные голландцем Беном Поном, в производство.
- 1949 — Первый прототип Transporter представлен правлению компании и, дружно, был окрещен собравшимися Bulli (рус. Бычок) за внешний вид. 12 ноября 1949 годы Volkswagen Bulli был официально представлен прессе.

### 1950-е
- 1950 — Перед началом производства Bulli пришлось переименовать в Type 2 Transporter по причине наличия уже зарегистрированной марки у другой компании. Но, среди будущих владельцев этого автофургона, он так и остался — VW Bulli. Полномасштабное производство началось 8 марта 1950 года с выпуском 10 автомобилей в день. Первый Transporter использовал двигатель и трансмиссию VW Beetle, правда вместо рамы центрального туннеля у него было шасси несущего кузова, опорой которого служила многозвенная рама, мог перевозить груз весом примерно 750 килограммов, объём двигателя составлял 1131 куб. см, который развивал мощность 18 кВт при частоте вращения 3300 об./мин. Первые экземпляры имели цельнометаллический кузов фургон, но уже спустя два месяца появилась модификация комби, летом — микроавтобус, который мог перевозить до восьми человек, а осенью пошла в серию скорая помощь.
- 1951 — Выпущен люксовый вариант микроавтобуса Transporter, названный Samba. Автомобиль был разработан исключительно для перевозки пассажиров. Samba установил новые стандарты своим двухцветным решением, складывающейся крышей, множеством хромированных деталей и наличием 21 окна.
- 1952 — Запущен в серийное производство Transporter Dropside truck — автофургон типа «пикап» с откидывающимися бортами. Размер платформы пикапа составлял четыре квадратных метра, и его можно было накрыть брезентом и ободом крепления. Под платформой находился запираемый отсек для хранения грузов. Дебют пикапа с двойной кабиной для пяти пассажиров состоялся в ноябре 1958 года.
- 1953 — Основана дочерняя компания в Сан Бернардо до Кампо, рядом с Сан-Паулу, Бразилия — «Volkswagen do Brasil С.А.». Вначале завод собирал автомобили из деталей, произведённых в Германии. Однако финансовая ситуация с местной валютой в Южной Америке вынудила начать производство деталей в самой Бразилии. Volkswagen убедила своих германских поставщиков открыть собственные производственные мощности в Бразилии.
- 1954 — празднуется выпуск 100-тысячного Transporter на заводе в Вольфсбурге. К этому времени, модельный ряд Transporter насчитывает 30 различных модификаций, а в день с конвейера сходят 80 автомобилей.
- 1955 — 25 января принято решение о строительстве завода для производства Transporter в городе Ганновер, Германия. 1 марта 1955 года лично «Мистером Фольксваген», профессором Нордхоффом, был заложен «первый камень» в строительство этого завода.
- 1956 — 8 марта первый Transporter выехал из дверей нового сборочного завода в Ганновере, а серийное производство автофургонов было начато 20 апреля 1956 года.
- 1956 — приобретаются акции своего южноафриканского импортёра и закладывает строительство сборочного завода в городе Эйтенхахе, Капская провинция, который, в будущем, становится его дочерней компанией — «Volkswagen of South Africa (PTY) Ltd».
- 1957 — Заводы в Вольфсбурге, Брауншвейге и Ганновере работают уже на максимуме мощностей. И в октябре этого года приобретает новый земельный участок в городе Кассель, Германия, для строительства нового сборочного завода.
- 1959 — С 11 сентября начинается производство двигателей на заводе в Ганновере: вначале горизонтальных четырёхцилиндровых с воздушным, а впоследствии и с водяным охлаждением.

### 1960-е
- 1960 — Все модели получают новый двигатель мощностью 34 л.с. (25 kW) и полностью синхронизированную коробку передач.
- 1962 — Миллионный Transporter выехал из дверей сборочного завода в Ганновере.
- 1964 «Volkswagenwerk AG», являясь, к этому времени, одним из крупнейших частных морских перевозчиков и владея более 80 морскими судами, строит собственные складские мощности в городе Эмден, Германия.
- 1964 — Открытие дочерней компании VW в городе Пуэбла-де-Сарагоса, Мексика — «Volkswagen de Mexico S.A. de C.V». Завод создан для производства автомобилей, используя как можно больше деталей местного производства, сохраняя при этом немецкие стандарты качества и конкурентоспособную цену.
- 1966 — выкупается 100 % акций своего южноафриканского подразделения «Volkswagen of South Africa Ltd.».
- 1967 — Был представлен Type 2 Transporter (T2) второго поколения. Цельное закруглённое ветровое стекло и большие окна значительно улучшили обзор для водителя и пассажиров, а сам автомобиль оставался лёгким, весящим всего 1175 килограммов. С течением лет Transporter постепенно увеличивает вес за счёт усложняющейся техники и обеспечения пассивной безопасности. Внутри свободное пространство автомобиля стало больше за счёт улучшения компановки и удлинения кузова на 20 см. Сбоку появилась сдвижная дверь, а сзади намного увеличился задний откидной борт. Более мощный двигатель (47 л.с./35 kW) позволял фургону развивать скорость до 110 км в час.
- 1967 — Рекорд на южноамериканском континенте: 500-тысячный Transporter, произведённый в Бразилии, сошёл со сборочного конвейера в компании «Volkswagen do Brasil С. А.». Особое внимание было уделено безопасности: все автомобили были оборудованы новыми рулевыми колонками повышенной безопасности. Выпущено 1 800 000 Transporter.
- 1968 — Двухмиллионный Transporter выехал из дверей сборочного завода в Ганновере. 12 апреля в возрасте 68 лет умирает профессор Генрих Нордхофф. Пост исполняющего обязанности Председателя правления занимает Курт Лотц (нем. Dr. Kurt Lotz).
- 1969 — Volkswagen приобретает землю для строительства завода в городе Зальцгиттер, Германия. Именно здесь в 1970 году начнётсяся выпуск, разработанного компанией NSU автомобиля модели K70, который был оборудован передним приводом и двигателем с водяным охлаждением. Сегодня завод в Зальцгиттере является главным поставщиком двигателей с водяным охлаждением для новых поколений автомобилей.

### 1970-е
- 1970 — «Volkswagen do Brasil С. А.» выпускает миллионный автомобиль.
- 1971 — Начато серийное производство нового горизонтального двигателя с четырьмя цилиндрами 1,7 литра, объёмом 1679 см куб., мощностью 66 л.с. (49 kW) при частоте вращения 4800 об./мин. Выпущен трёхмиллионный Transporter.
- 1972 — «Volkswagen General Importer UNIS» совместно с «Volkswagenwerk AG» создают предприятие по сборке автомобилей Volkswagen — «TAS Tvornica Automobila Sarajevo» в городе Сараево, Югославия.
- 1973 — Открыто дочернее предприятие — Volkswagen of Nigeria Ltd., в городе Лагос, Нигерия.
- 1975 — Выпущено первое поколение Volkswagen LT, открывшее дорогу на рынок городских грузовиков. LT выпускались с 4-цилиндровым бензиновым двигателем (1984 куб.см/55 kW/75 л.с.) и в трёх различных весовых категориях (от 2,8 до 3,5 т).
- 1976 — Выпущены LT с дизельными двигателями. Transporter (Typ2) получил двигатель большего размера и мощности: объём 1970 куб. см, мощность 51 кВт (70 л.с.) при частоте вращения 4200 об./мин. Несмотря на упадок в экономике, LT быстро завоевал на рынке долю около 40 %.
- 1977 — Выпущен 4,500,000-й VW Transporter и 2,277,307-й Transporter (Typ3) второго поколения. В августе представлен новый 6-цилиндровый дизельный двигатель, разработанный для LT. Модельный ряд расширен новыми моделями LT 40 и LT 45.
- 1979 — Выпущен Transporter (T2) третьего поколения. На выставке IAA в городе Франкфурт, Германия, представлен новый грузовик, произведённый совместным предприятием Volkswagen AG и M.A.N., грузоподъёмностью 6 и 9 тонн.

### 1980-е
- 1980 — Выпущен первый микроавтобус Transporter (T2) с дизельным двигателем.
- 1981 — «Volkswagenwerk AG» приобретает две трети акций компании «Chrysler Motors do Brasil Ltda.» в Сан-Бернардо до Кампо, Бразилия. В феврале компания переименовывается в «Volkswagen Caminhões Ltda» и становится производителем крупнотоннажных коммерческих автомобилей. 8 марта сборочный завод в Ганновере отметил 25-летнюю годовщину компании «VW Commercial Vehicles» выпуском пятимиллионного автомобиля.
- 1982 — В гамму двигателей Transporter (T2) для германского рынка добавлен двигатель с водяным охлаждением. Городской фургон Volkswagen Caddy Ute, созданный на базе Volkswagen Golf, был представлен прессе.
- 1983 — Прессе была представлена люксовая модель Caravelle MPV, созданная на базе Transporter (T2) третьего поколения.
- 1985 — «Volkswagenwerk GmbH» изменяет своё название на Volkswagen AG.

### 1990-е
- 1990 — Выпущен Eurovan/Transporter/Multivan (T4) четвёртого поколения. Volkswagen отмечает 40-летие Transporter выпуском шестимиллионного, с 1950 года, микроавтобуса.
- 1994 — Пятимиллионный Eurovan/Transporter/Multivan (T4) выезжает за ворота сборочного цеха в Ганновере.
- 1995 — Доктор Бернд Видеман (Dr Bernd Wiedemann), Председатель Правления «Volkswagen Commercial Vehicles», объявляет о выделении подразделения в самостоятельную производственную единицу группы «Volkswagen Passenger cars».
- 1996 — Выпущен новый Caddy Type 9K. «VW Commercial Vehicles» и подразделение по производству коммерческих автомобилей компании Mercedes-Benz объявили о выпуске на рынок новых, разработанных совместно, микроавтобусов LT и Mercedes-Benz Sprinter.

### 2000-е
- 2000 — «VW Commercial Vehicles» отмечает пятидесятую годовщину выпуска Transporter.
- 2003 — Выпущен Eurovan/Transporter/Multivan (T5 пятого поколения, ориентированный на транспортные и пассажирские перевозки.
- 2004 — Вся линейка микроавтобусов Eurovan/Transporter (T5) становится «Микроавтобусом года» по версии британского журнала «What Van?». Новое поколение Caddy Type 2K представлено прессе. Все новые модели Caddy Type 2K оснащены передней подвеской Golf Mk5.
- 2005 — Выпущен семиместный пассажирский Caddy Life.
- 2006 — Заслуженный LT заменён новым Volkswagen Crafter, созданным совместно с Mercedes-Benz и собранный на заводе в Людвигсфельде (Ludwigsfelde), Германия. Аналогичная модель у Mercedes-Benz называется Sprinter. Обе модели Crafter и Sprinter становятся «Микроавтобусом года» по версии британского журнала «What Van?». Аналогичная трансмиссия DSG использована и в новом Caddy. Завод в Бразилии начинает выпускать Transporter T2 Combi для мексиканского рынка. Начат выпуск T5 California Trendline
- 2007 — Штефан Шаллер (нем. Stephan Schaller) сменил на посту Председателя Правления «Volkswagen Commercial Vehicle» доктора Бернда Вайдемана. Caddy и Crafter становятся призёрами журнала «Professional Van and Light Truck Magazine» в категории «Коммерческий автомобиль года». «Volkswagen Commercial Vehicles» выпускает в ноябре свой десятимиллионный Transporter.
- 2008 — 1 мая Мартин Циммерманн (нем. Martin Zimmermann) вступил в должность Главы Департамента по Коммуникациям «Volkswagen Commercial Vehicles», сменив на этом посту Гюнтера Шерелиза (нем. Dr Günther Scherelis), который возглавлял Департамент с февраля 2005 года.